# 삼성 갤럭시 S5 액티브
삼성 갤럭시 S5 액티브(Samsung GALAXY S5 Active)는 삼성전자에서 제조, 판매하는 안드로이드 스마트폰으로, 갤럭시 S4 액티브의 후속 제품이다.
미국 AT&T 모델은 2014년 5월 30일에 출시했다.

## 연혁
- 2014년 5월 30일 : 미국 AT&T 모델 출시[2]

## 외형 및 방수/방진 및 내구성 등급
스피커와 마이크, 이어폰단자를 제외한 부분은 별도의 마개로 처리하였으며, 전작과 마찬가지로 물에서의 제한적인 사용을 위해 모든 외부버튼이 물리적인 버튼으로 되어있고, 뒷면은 고무재질을 입혔으며, 배터리 커버는 전작과 마찬가지로 닫을 시 볼트로 조여지는 구조로 되어있다.
방수/방진 수준에 대해서는 IP67 등급을 인증받았으며 (먼지로부터 완벽하게 보호되며, 물은 1m 이하의 수심에서 30분을 견딜 수 있다.), 내구성은 미국 국방성 내구성 표준인증 MIL-STD 810G을 인증받은 러기드폰이다.

### 색상
- 티티늄 그레이
- 루비 레드
- 카모 그린

## 카메라
이미지 센서는 기존의 BSI CMOS 이미지 센서에서 아이소셀 이미지 센서로 변경하였으며, 크기는 1/2.6"로 전작보다 커져서 전작들에 비해 빛을 더 많이 받아들일 수 있으며, 색감을 더 뚜렷하게 구분한다.
또한 자동 초점의 속도는 0.3초로 전작들보다 향상되었다.

## 심장 박동 인식
뒷면의 플래시 옆에는 심박 센서가 장착되어있어, 심장 박동수를 측정 할 수 있다.

## 운영 체제/소프트웨어

### 안드로이드 4.4 킷캣
안드로이드 OS 4.4.2 킷캣을 탑재하여 출시하였다.

#### 특수 기능
- 다운로드 부스터 : 모바일 데이터와 와이파이 채널을 하나처럼 사용하여 다운로드 속도가 증가한다.

- 리치 톤 HDR 촬영모드 : 사진이나 동영상 촬영 시 HDR 기능을 실시간으로 적용해 어두운 실내나 역광상태에서도 풍부한 색감의 사진을 바로 촬영 할 수 있다.

(※ HDR (High Dynamic Range) : 풍부한 색감의 사진 촬영을 지원하는 기능)
- 셀렉티브 포커스 : 초점이 다른 2가지 사진을 촬영해 합성하는 방식으로, DSLR 카메라에서 볼 수 있는 촬영기법인 아웃포커싱을 소프트웨어적으로 지원하며, 피사체와 배경 중 어디에 초점을 맞출지 촬영 후에 선택해 원하는 사진을 꾸밀 수 있다.

- 그룹 플레이 : 그룹에 참여한 사용자들이 각자 촬영한 동영상을 그룹 생성자가 편집할 수 있는 ‘그룹 캠코더’ 기능이 추가되었다.

- 울트라 파워 세이빙 모드: 휴대전화 사용에 필요한 최소한의 서비스를 제외한 모든 서비스를 종료시키며, 흑백화면 및 최소밝기 조정을 통해 배터리 사용량을 획기적으로 줄여준다. (공식발표 자료 기준 10%에서 24시간 동안 대기가능)

- 심박수 측정 : 기기 뒷면에 탑재된 심박수 측정 센서로 심박수르 확인하거나 기록할 수 있다.

- 긴급 모드 : 위급한 상황에 사용할 수 있도록 손전등, 위급 상황 알람 등의 비상 상황 발생시 필요한 기능을 홈 화면에 배치하고 배터리 수명을 최적화함으로써 긴급 상황에 대비할 수 있도록 만들어준다.

- 도움 요청 메시지 : 긴급 상황에서 전원버튼을 3번 누르면 미리 설정한 연락처에 긴급 메시지가 전송되면 사용자의 위치와 함께 현장의 소리가 5초간 녹음되어 전송된다.

- Geo 뉴스 : 사용자의 위치 정보를 기반으로 황사, 건조, 대설과 같은 기상특보 및 지진, 낙뢰 등의 재해정보를 제공한다.

- 운동 코칭 : 삼성 기어 2/기어 2 네오, 삼성 기어 핏을 연동하여 운동목표 및 운동계획에 맞춰 운동을 도와주는 개인 트레이너 기능이 탑재되었다.

- 액티브 키 : 왼쪽 볼륨키 윗부분의 액티브 키를 누르면 사용자가 설정한 기능을 실행할 수 있다.

## 변형 기종
| 모델 넘버 | 지역, 이동통신사 (Carrier) | 통신 방식 (대역) | 특징 |
| --------- | -------------------------- | ---------------- | ---- |
| G870A     | 미국 AT&T                  | LTE-FDD          |      |

## 같이 보기
- 삼성 갤럭시 S5
- 삼성 갤럭시 K 줌